# György Bartal (ministr)
György Bartal, podle obvyklého maďarského jmenného pořadí Bartal György (20. září 1820 Kráľovičove Kračany – 25. října 1875 Fadd), byl maďarský právník a politik.

## Život
Jeho otec byl právník, historik, politik, člen Maďarské akademie věd. Studoval ve Vídni. V resortní správě začal pracovat v roce 1842 jako podnotář. Po letech se stal hlavním notářem. V roce 1848 byl zvolen poslancem parlamentu, po pádu revoluce byl odsouzen na 2 měsíce. Po propuštění odešel do důchodu na svůj statek, dokud nebyl v roce 1861 zvolen poslancem parlamentu a vedoucím pododboru. V letech 1865–1878 byl poslancem, mezitím byl v roce 1874 uherským ministrem zemědělství, dopravy a obchodu.

## Výběr z díla
- Országgyűlési beszéd (Parlamenta parolado), (1861)
- Autonomiai congressusi beszéde a szervező gyűlés márcz. 11. ülésén (1870)